# Batalion ON „Rybnik”

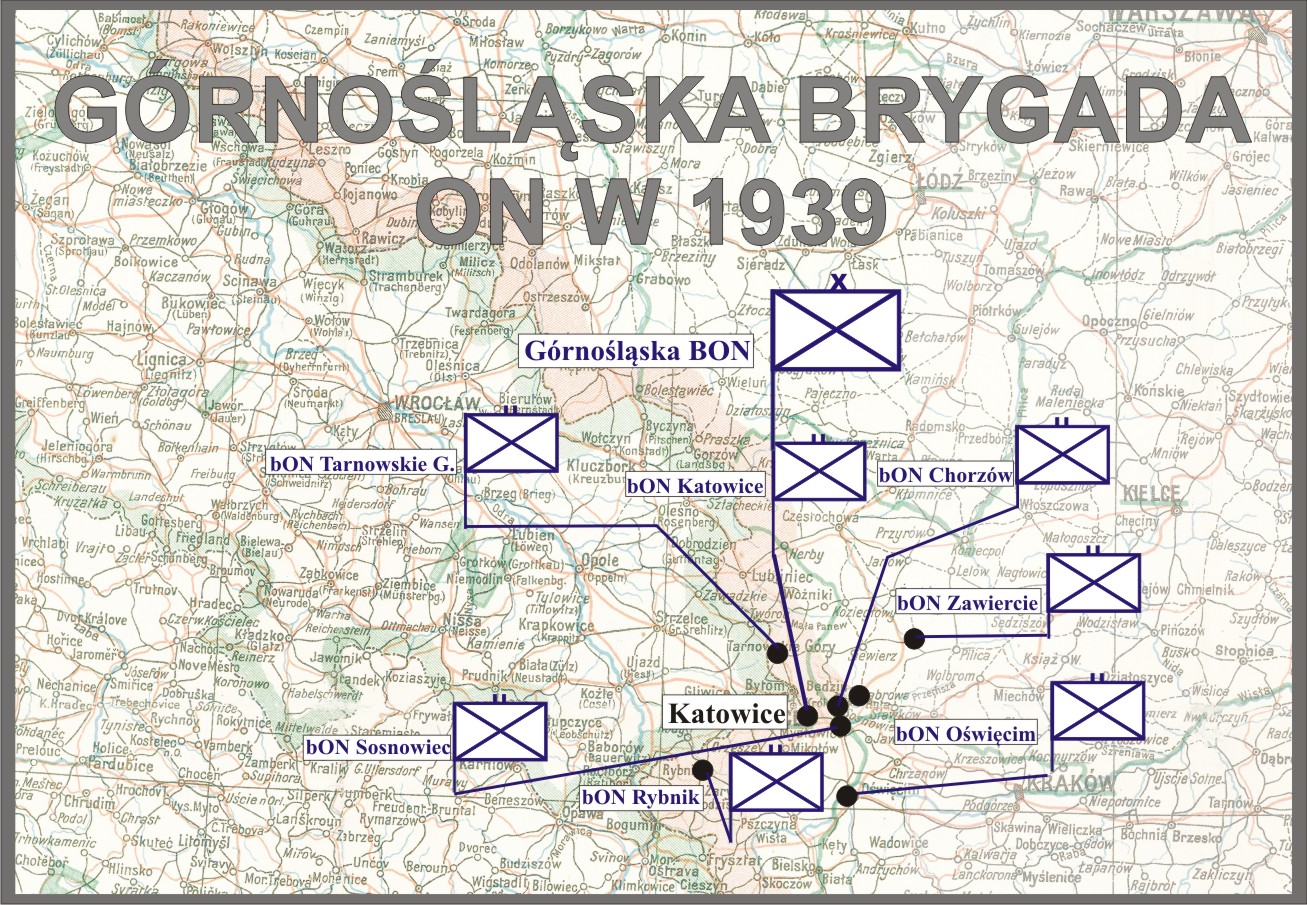
Górnośląska ON

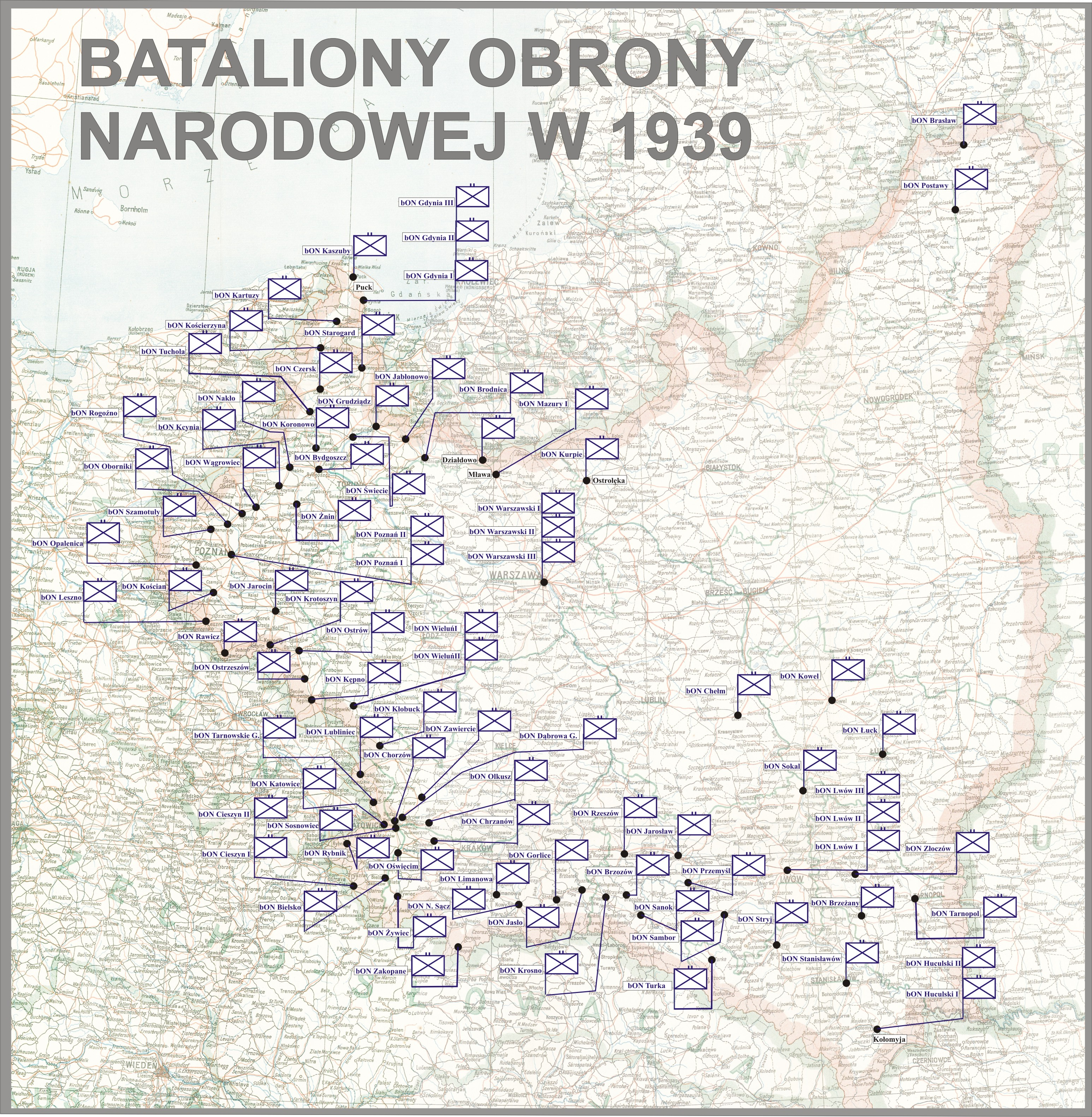
Obrona Narodowa w 1939

Rybnicki Batalion Obrony Narodowej (batalion ON „Rybnik”) batalion piechoty typ specjalny nr 55 – pododdział piechoty Wojska Polskiego II RP.

## Formowanie i zmiany organizacyjne
Batalion został sformowany w 1937 roku, w Rybniku, w składzie Górnośląskiej Brygady ON. Wiosną 1939 roku został przeformowany na etat batalionu ON typ III. Jednostką administracyjną dla Rybnickiego batalionu ON był 75 pułk piechoty w Chorzowie.
W dniach 24-25 sierpnia 1939 roku, zgodnie z planem mobilizacyjnym „W”, skład osobowy Rybnickiego batalionu ON stał się zawiązkiem dla I rzutu batalionu piechoty typu specjalnego nr 55, mobilizowanego w alarmie, w grupie jednostek oznaczonych kolorem niebieskim przez 75 pułk piechoty, II rzut batalionu piechoty nr 55 w czasie A+30 mobilizowała Kadra Zapasowa Piechoty Oświęcim II.
Baon piechoty nr 55 został włączony w skład 203 pułku piechoty jako jego III batalion.

## Batalion piechoty typ spec. nr 55 w kampanii wrześniowej
1 września batalion znajdował się w składzie Oddziału Wydzielonego „Rybnik”. 3 kompania ON obsadziła południowo-zachodnią część miasta, broniąc rejonu ulic Raciborskiej i Wodzisławskiej oraz nieukończone schrony bojowe na Maroku. We wczesnych godzinach rannych na pozycje kompanii skutecznie uderzył 15 pułk pancerny z 5 Dywizji Pancernej. Kompanii wycofała się do Żor. W Żorach 3 kompania broniła południowo-zachodniej części miasta, a 2 kompania ON obsadzała północno-wschodni rejon miasta. Natarcie niemieckie na miasto rozpoczęło się około godz. 10. W rejonie cegielni poległ ppor. rez. Pawlikowski i 6 żołnierzy. Ppor. rez. Kurtz rozwiązał swój pluton, odesłał żołnierzy do domu, a sam przeszedł na stronę niemiecką. Około godz. 14.00, żołnierze wycofali się w rejon Kleszczowa, gdzie znajdowało się mp. dowódcy batalionu, III pluton kompanii ON „Pszczyna” i kompania ckm. Po zajęciu Żor Niemcy zaatakowali Kleszczów. Zostało ono odparte. Dopiero kolejne uderzenie przeprowadzone siłami całego 15 ppanc. uzyskało powodzenie. Czołgi doszły, aż do Rudziczki. Dowódca batalionu zarządził odwrót na Kobiór. Tabory batalionu wycofały się w kierunku Pszczyny jeszcze przed rozpoczęciem niemieckiego natarcia.
Opis walk i działań batalionu znajduje się w artykule o 203 pułku piechoty.

## Organizacja pokojowa baonu
- dowództwo batalionu[3]
- 1 kompania ON „Rybnik”
- 2 kompania ON „Żory”
- 3 kompania ON „Pszczyna”

## Obsada personalna
Obsada personalna batalionu w marcu 1939 roku:
- dowódca batalionu – mjr Tadeusz Jan Kwiatkowski (*)[b]
- dowódca 1 kompanii ON „Rybnik” – kpt. Jan Kwaśniewski(*)[b]
- dowódca 2 kompanii ON „Żory” – kpt. Edward Andrzej Rychłowski (*)[b]
- dowódca 3 kompanii ON „Pszczyna” – kpt. Stanisław Urbanowski

Obsada personalna we wrześniu 1939
- dowódca batalionu – mjr Tadeusz Kwiatkowski
- adiutant batalionu – ppor. Ryszard Bartoniek
- lekarz batalionu – ppor. rez. lek. Tadeusz Rezacz
- dowódcy 7 kompanii strzeleckiej (d. ON Rybnik) – kpt. Jan Kwaśniewski
- dowódca I plutonu – ppor. rez. Bonifacy Dzida
- dowódca II plutonu – ppor. rez. Alojzy Jochemczyk
- dowódca III plutonu – ppor. rez. Leonard Tatarczyk
- dowódca 8 kompanii strzeleckiej (d. ON Żory) – kpt. Edward Rychłowski
- dowódca I plutonu – ppor. rez. Rudolf Kurc
- dowódca II plutonu – ppor. rez. Władysław Pawlikowski
- dowódca III plutonu – ppor. rez. Fryderyk Kraszyna
- dowódca 9 kompanii strzeleckiej (d. ON Pszczyna) – kpt. Stanisław Urbanowski
- dowódca I plutonu – ppor. rez. Franciszek Mosz
- dowódca II plutonu – ppor. rez. Jerzy Matuszewicz
- dowódca III plutonu – ppor. rez. Aleksander Bukko
- dowódca 3 kompanii ckm – por. piech. Bolesław Antoni Piotrowski 1 IX 1939 ranny[8]
- dowódca I plutonu – por. Antoni Jarosz
- dowódca II plutonu – ppor. Julian Moś
- dowódca III plutonu – NN
- dowódca plutonu moździerzy – NN